# 台糖量販

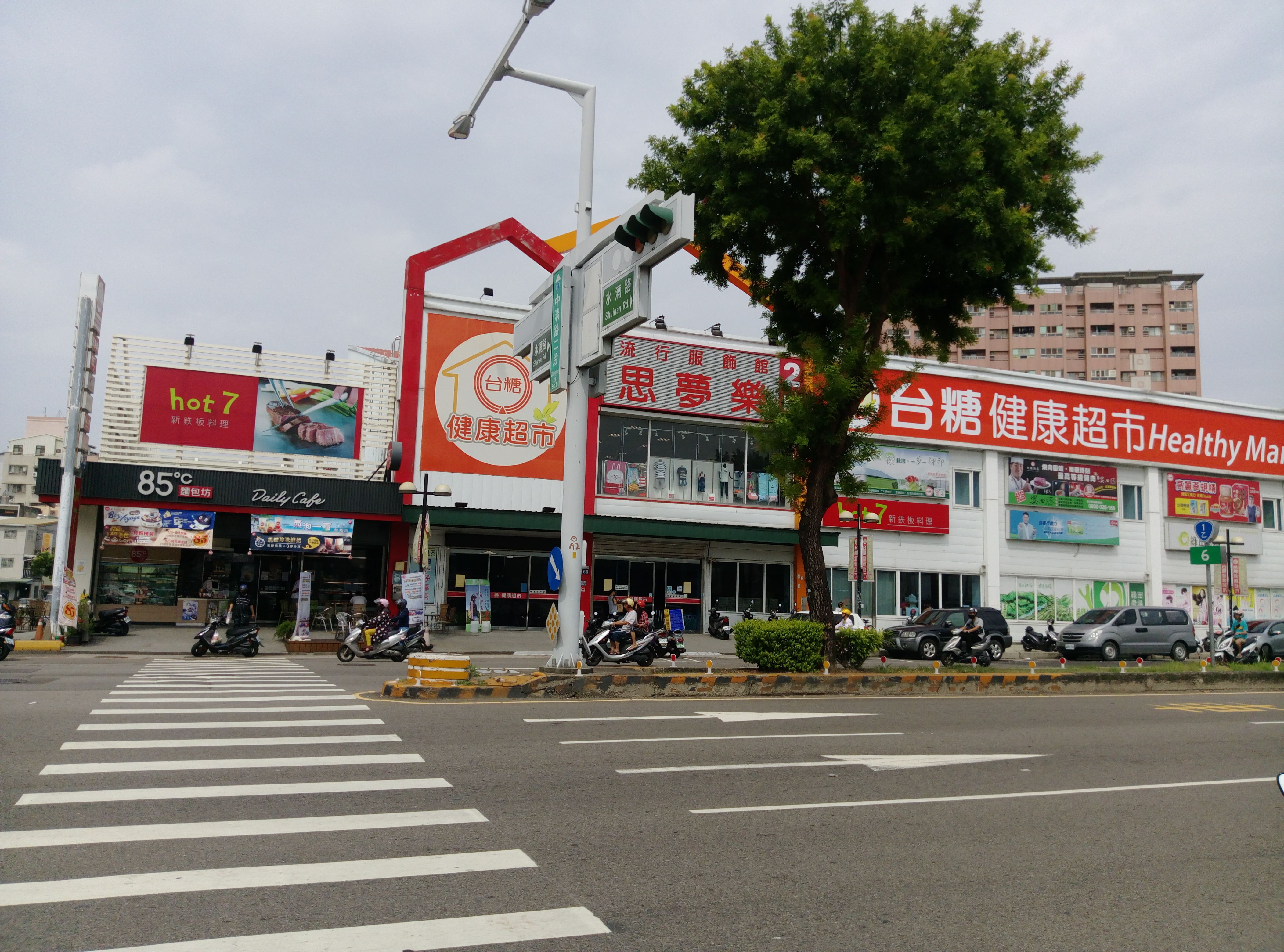
台糖健康超市台中水湳店

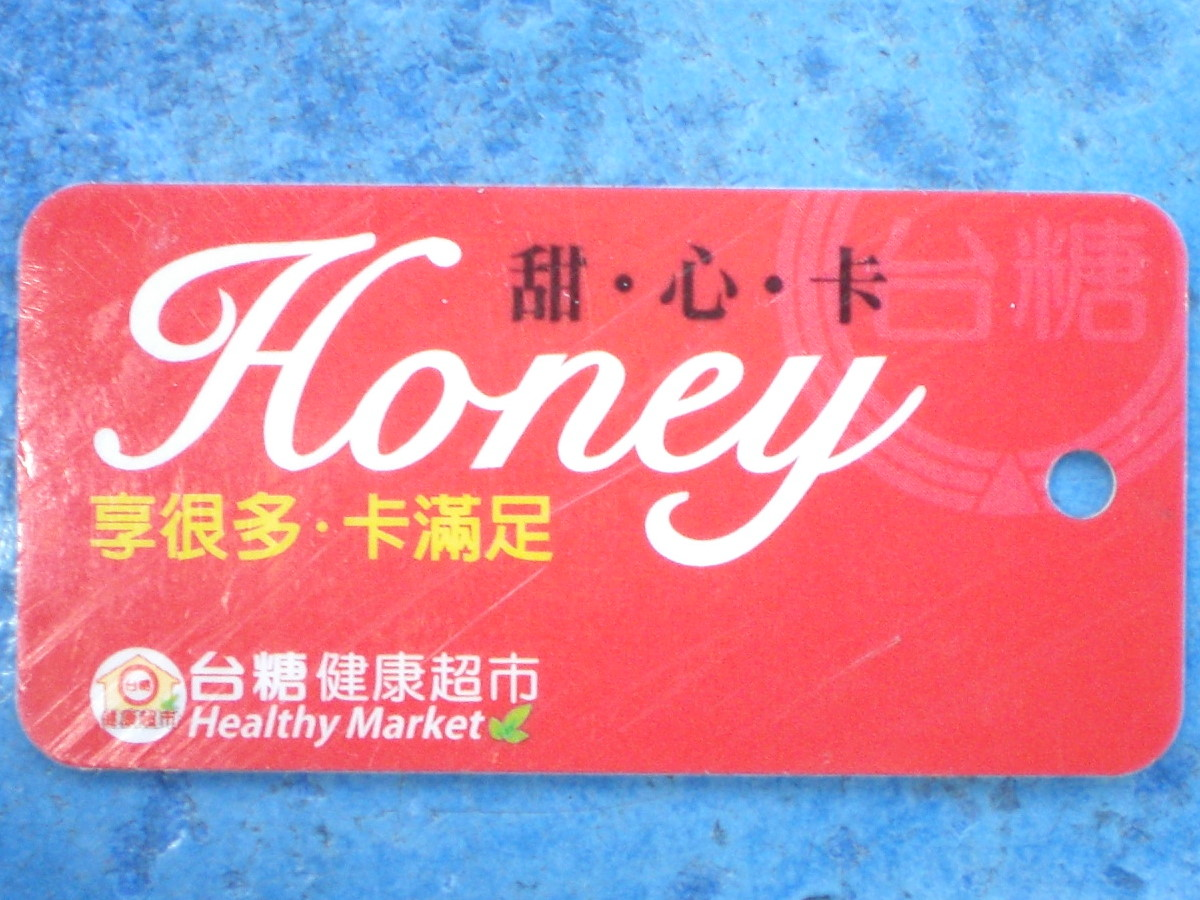
台糖健康超市甜心卡

台灣糖業股份有限公司量販事業部（簡稱：台糖量販、台糖健康超市，英語：Taisuco）為臺灣一間已結束營業的連鎖量販店及超市，屬於台糖公司旗下事業體之一，成立於2000年，結業前曾為全臺灣分店數排名第四的非會員制零售型量販店，營運期間內最多曾同時有5間量販、7間超市等12家分店，其主要競爭對手是統一集團的家樂福量販及超市霸主全聯福利中心。

## 簡介
台糖為了因應砂糖開放進口的衝擊、活化龐大土地資產、及因應糖廠關廠後導致的人力閒置，積極尋求公司的轉型，除發展生技、養殖、觀光等事業外，並於2000年10月由時任董事長錢秉才主導成立「量販事業部」。台糖量販第一家分店於2001年在高雄市開始營運，為全國首創結合生活量販與DIY居家修繕的複合式量販店，並陸續於雲林縣、屏東縣、臺南縣（今臺南市）、臺中市等地開設分店。2003年10月亦開設台糖嘉年華購物中心。
2007年起，台糖量販拓展社區超市，開設實驗性質的區域型快速店Express－永康快速店（後更名為健康超市），以有機米蔬肉品、保健食品、生技保養品等台糖商品為利基深入社區展店，後續開設的健康超市分店如台中水湳店、高雄五甲店、高雄小港店等土地面積較大者，除附設有停車場外，並有多餘的空間可分租給連鎖品牌，以求共同集客。
由於台糖量販分店數未達經濟規模、營運績效不佳，自開幕以來台糖一直有意結束量販事業部的經營，後期虧損亦更加嚴重，2011至2017年合計虧損新台幣24.3億元 。最終在經營條件不佳與競爭激烈的狀況下，除健康超市北大店改掛台糖蜜鄰超市招牌以外，其餘健康超市分店於2019年6月10日結束營業，5間台糖量販包含嘉年華購物中心也於2019年6月16日結束營業，皆由家樂福接手承租經營。

## 歷史
- 2000年，臺灣糖業公司成立「量販事業部」。
- 2001年12月，第1間分店台糖量販高雄「楠梓店」開幕，營業面積約6,000坪。
- 2002年12月，第2間分店台糖量販雲林「北港店」開幕，營業面積約3,000餘坪。
- 2003年5月，第3間分店台糖量販「屏東店」開幕，營業面積約6,000坪。
- 2003年10月，副品牌台糖嘉年華購物中心開幕。
- 2003年12月，第4間分店台糖量販台南「仁德店」開幕（位於台糖嘉年華購物中心B1，營業面積近3,000坪）。
- 2007年4月，第5間分店台糖量販台中「西屯店」開幕，營業面積近4,000坪。
- 2007年5月，台糖「永康快速店」開幕，營業面積約500坪[11]，原規劃為開設蜜鄰超商，後來考量當地商圈缺少超市、量販，而南部也缺少有機蔬果、進口食品通路，故整合蜜鄰超商與台糖量販的資源，開設台糖快速店[12]（後更名為健康超市）。
- 2011年3月，台糖量販透過公開招標，由愛買量販取得台糖量販採購權，逾50％食品與用品皆透過愛買量販統一採購，以降低量販店採購與中央倉儲成本。[2]
- 2011年4月，第1間分店台糖健康超市台中「水湳店」開幕，商場樓地板面積約1,900坪（含地面停車場）。[2]
- 2011年8月，第2間分店台糖健康超市高雄「五甲店」開幕，商場樓地板面積約2,500坪（含地面停車場）。[13]
- 2011年11月，第3間分店台糖健康超市高雄「小港店」開幕
- 2012年9月，第4間分店台糖健康超市三峽「北大店」開幕，為台糖在北臺灣的第一間分店。
- 2013年2月，第5間分店台糖健康超市新北「土城店」開幕。
- 2014年4月，台糖健康超市新北「土城店」結束營業。
- 2015年8月，台糖健康超市台南「永康店」結束營業。
- 2019年6月10日，台糖健康超市北大店、水湳店、五甲店、小港店、鳳山園藝自營賣場，於22時結束營業。[14] 水湳店、五甲店、小港店由家樂福超市承租經營，北大店則轉掛台糖蜜鄰超市招牌。[15]
- 2019年6月16日，5間台糖量販包含台糖嘉年華購物中心於22時30分結束營業，由家樂福量販承租經營。[16][17][18][10]

## 外部連結
- 台糖健康易購網 （页面存档备份，存于）
- 台糖樂活網訂房中心 （页面存档备份，存于）
- 台灣公司資料 （页面存档备份，存于）
- 台糖量販的Facebook專頁
- 台糖健康易購網的Facebook專頁
- 健康・有機・幸福・台糖健康超市 Healthy Market的Facebook專頁